# ويليام ريتشاردسون بيلكناب
ويليام ريتشاردسون بيلكناب (بالإنجليزية: William Richardson Belknap)‏ هو شخصية أعمال أمريكي، ولد في 28 مارس 1849 في لويفيل في الولايات المتحدة، وتوفي في 2 يونيو 1914 في مقاطعة جيفيرسون في الولايات المتحدة.